# Esther Carp
Pour les articles homonymes, voir Carp.
 (juin 2024).
La mise en forme du texte ne suit pas les recommandations de Wikipédia : il faut le « wikifier ».
Les points d'amélioration suivants sont les cas les plus fréquents. Le détail des points à revoir est peut-être précisé sur la page de discussion.
- Les titres sont pré-formatés par le logiciel. Ils ne sont ni en capitales, ni en gras.
- Le texte ne doit pas être écrit en capitales (les noms de famille non plus), ni en gras, ni en italique, ni en « petit »…
- Le gras n'est utilisé que pour surligner le titre de l'article dans l'introduction, une seule fois.
- L'italique est rarement utilisé : mots en langue étrangère, titres d'œuvres, noms de bateaux, etc.
- Les citations ne sont pas en italique mais en corps de texte normal. Elles sont entourées par des guillemets français : « et ».
- Les listes à puces sont à éviter, des paragraphes rédigés étant largement préférés. Les tableaux sont à réserver à la présentation de données structurées (résultats, etc.).
- Les appels de note de bas de page (petits chiffres en exposant, introduits par l'outil «  Source ») sont à placer entre la fin de phrase et le point final[comme ça].
- Les liens internes (vers d'autres articles de Wikipédia) sont à choisir avec parcimonie. Créez des liens vers des articles approfondissant le sujet. Les termes génériques sans rapport avec le sujet sont à éviter, ainsi que les répétitions de liens vers un même terme.
- Les liens externes sont à placer uniquement dans une section « Liens externes », à la fin de l'article. Ces liens sont à choisir avec parcimonie suivant les règles définies. Si un lien sert de source à l'article, son insertion dans le texte est à faire par les notes de bas de page.
- La présentation des références doit suivre les conventions bibliographiques. Il est recommandé d'utiliser les modèles {{Ouvrage}}, {{Chapitre}}, {{Article}}, {{Lien web}} et/ou {{Bibliographie}}. Le mode d'édition visuel peut mettre en forme automatiquement les références.
- Insérer une infobox (cadre d'informations à droite) n'est pas obligatoire pour parachever la mise en page.

Pour une aide détaillée, merci de consulter Aide:Wikification.
Si vous pensez que ces points ont été résolus, vous pouvez retirer ce bandeau et améliorer la mise en forme d'un autre article.
Esther Carp (en polonais : Estera Karp), née le 18 décembre 1897 à Skierniewice (Pologne) et morte le 11 juin 1970 à Créteil (France), est une artiste-peintre juive polonaise de l'École de Paris.

## Biographie
Esther Carp (Estera Karp en polonais) est une artiste-peintre juive polonaise née en 1897 à Skierniewice, ville située à proximité de Lodz et de Varsovie.
Son père Lipman Karp exerçait la profession de photographe. Mais la famille Karp était également amateur de musique. Son père violoniste et ses sœurs (Perele, Hanka, Sicjwa, Rywcia, et Rajsele) jouaient régulièrement au sein d'un orchestre local. Esther Carp, se distingue de ses sœurs en manifestant très jeune son intérêt pour la peinture. Elle confiera à Chil Aronson - auteur du livre Scènes et visages de Montparnasse - être une exception dans cette famille de musiciens.
Esther Carp étudie dans une école de dessins de Vienne. Puis elle émigre à Paris en 1925 et participe au mouvement artistique particulièrement dynamique de l'époque baptisé par la suite l'École de Paris. Même si elle n'est pas à proprement parler membre du mouvement kapiste - jeunes artistes polonais venus étudier à Paris à partir de l'année 1924 les impressionnistes et les postimpressionnistes - elle suivra tout de même les grandes tendances de ce courant artistique très dynamique à partir de 1925. À Paris, elle découvre en particulier au Louvre les œuvres de la collection d'Isaac de Camondo et s'enthousiasme devant les tableaux de Manet, Degas, d'Alfred Sisley ou de Paul Cézanne qui y sont exposés.
Esther Carp est soutenue par Léopold Zborowski - poète, marchand et mécène d'Amadéo Modigliani - à l'époque protecteur des artistes juifs venant de Pologne. En 1931, le marchand organise dans sa galerie au 26 rue de Seine à Paris la première exposition individuelle d'Esther Carp. Elle a alors 33 ans. Mais son mécène meurt l'année suivante dans la misère, victime de la crise de 1929. À la suite de cette exposition, Esther Carp repart en Pologne. Elle y reste entre 1931 et 1935, et participe avec succès à la vie artistique polonaise et à des expositions à Lodz et Varsovie.
Elle revient en France en 1935 mais est hospitalisée en hôpital psychiatrique pendant la Seconde Guerre mondiale. Dans son journal de 1940 à 1942, le journaliste juif et critique d'art Jacques Bielinky livre un témoignage poignant de la condition de la communauté juive pendant la guerre. Le 24 juin 1942, il écrit : « L'artiste peintre Esther Carp, devenue folle est internée dans un asile d'aliéné ». Hospitalisée, elle est ainsi protégée de la Shoah dans les hôpitaux.
Deux événements majeurs semblent avoir contribué à son état mental : le départ d'un homme qui partageait sa vie et qui l'a quittée en partant en Grande-Bretagne, et la déportation tragique de plusieurs de ses sœurs, qui périssent dans les camps de concentration, victimes de la barbarie nazie.
Elle conserve les stigmates de ces événements : une forte paranoïa et un délire de persécution la poursuivent jusqu'à la fin de sa vie. Vivant à Paris, Boulevard Saint-Germain, elle est régulièrement hospitalisée pour des séjours de courtes durées entre 1941 et 1963 dans divers hôpitaux psychiatriques, alternant entre son atelier parisien et sa chambre d'hôpital où elle continue à réaliser des dessins. En juin 1964, elle est transférée à l'hôpital psychiatriques de Saint Maurice dans le service du Professeur Baruk. En 1970, en raison de graves problèmes de santé elle est envoyée à l'hôpital de Créteil où elle décède quelques jours après son transfert à l'âge de 72 ans.

## L'œuvre d'Esther Carp
Seule une vision parcellaire de son travail a été présentée au public : une grande partie de ses œuvres ne sont pas publiées et la très grande majorité de ses peintures sont conservées en mains privées. Les premières œuvres connues d'Esther Carp sont des petits dessins représentants des portraits d'hommes datés d'août et septembre 1914 et des petites huiles sur toiles situées en Pologne et datées de 1915 à 1918.
Après ses études dans une école de dessin de Vienne, Esther Carp vient s'installer à Lodz centre important de l'avant garde juive en Pologne.
C'est à Lodz qu'elle illustre en 1921 le recueil de poésies yiddish Himlen in Opgrunt de Chaïm Krol. Elle crée des gravures pour cet ouvrage qui comprend 9 illustrations pleine page, 10 pages de textes et 7 lettrines. Les illustrations sont à décor jaune et rouge sur fond bleu. Un exemplaire de ce recueil, provenant de la collection Odette Chatrousse et Auguste Heiligenstein, a été vendu aux enchères en 2018, acquis par le musée d'art et d'histoire du judaïsme. Ce dernier avait également reçu un exemplaire de ce recueil par Esther Carp en 1956.
De 1914, date de ses premières œuvres connues à 1970 date de son décès, son travail est révélateur des grandes évolutions picturales du XXe siècle tant elle a fait sienne les leçons et les innovations de ses contemporains. En tant qu'observatrice et actrice de l'école de Paris, elle en retranscrit avec force l'esprit tout en étant fortement inspirée par la couleur, sa culture juive yiddish, la vie quotidienne, mais aussi les métiers et la musique (sujet très présent dans son œuvre).
Globalement son œuvre - qui a parfois une forte teneur autobiographique - se caractérise par une imprégnation des recherches picturales et courants des artistes majeurs de l'école de Paris. Ses tableaux et dessins son ainsi fortement inspirés du cubisme de Picasso, des transparences de Picabia, de l'orphisme de Robert et Sonia Delaunay, des déformations de Soutine, des couleurs de Chagall, du futurisme de Severini ou Kupka ou enfin du sphérisme de Biégas. Certaines de ses œuvres synthétisent ainsi les grands courants artistiques majeurs du XXe siècle et en particulier le cubisme et le futurisme français et italien.
Le critique d'art d'origine polonaise, Waldemar-George précisait à propos de son œuvre dans son livre sur l'École de Paris : 
« Le travail d’Esther Carp ne peut être placé aisément dans aucune catégorie existante de l’École de Paris. Née en Pologne, elle a vécu en France et a assimilé certaines techniques du futurisme italien ainsi que des éléments de composition dérivés du cubisme français dans ses œuvres presque abstraites, elle atteint un objectif complètement différent en décomposant les couleurs en taches analogues de celles du pointillisme, suggérant ainsi le mouvement ou encore la stéréoscopie ».

## Expositions
Durant sa carrière artistique, Esther Carp a été présente lors de nombreuses expositions collectives tant en France qu'en Pologne lors de son séjour entre 1931 et 1935. On retrouve d'ailleurs sa présence grâce aux catalogues d'expositions publiés à ces occasions.
- Expositions à Paris 
  - Galerie Zborowski, 26 rue de Seine, 1931
  - Salon des artistes indépendants, 1930, 1945, 1947, 1948, 1949, 1950, 1951, 1954 et 1955.
  - Salon d'Automne, 1938, 1945, 1946, 1948, 1949 et 1950.
  - Salon des Tuileries, 1939, 1940 et 1947.
  - Galerie d'Anjou, 29 rue d'Anjou, Exposition de l'art féminin, 1939. À cette exposition de femmes artistes, Esther Carp exposa en compagnie d'artistes aujourd'hui très réputées : Marie Laurencin, Suzanne Valadon, Marie Vassilieff.... (article du Soir, "Les lettres et les arts" 21 avril 1939.)
  - Exposition du Foyer des artistes de Montparnasse, à l'occasion du 10e anniversaire du foyer, organisé en 1956 par le photographe Marc Vaux.
  - Exposition au Musée d'Art Juif, Aquarelle et gouaches d'artistes juifs de Paris, 1959.
- Expositions à Lodz
  - Exposition au 95 rue Piotrkowska, 1933.
- Exposition à Varsovie 
  - Exposition du Groupe de Paris, organisée par la société Juive pour la promotion des Beaux-Arts, 1933, elle expose en compagnie de Ephraïm Mandelmaum[18] et Arieh Merzer[19].

En Pologne, la Société des amis de Skierniewice a organisé en 2017 une exposition présentant quelques œuvres de l'artiste. De son côté le musée historique de Skierniewice a mené une politique d'achats d'œuvres pour son nouveau musée inauguré en 2018. Le musée privé polonais Villa La Fleur situé dans la région de Varsovie a présenté en 2018 une œuvre d'Esther Carp "Femme avec des fleurs" dans le cadre de son exposition "Les femmes de Montparnasse".
En France, la bibliothèque Kandinsky du centre Pompidou a contribué à la recherche sur l'artiste par son groupe de recherche avec l'école du Louvre, dénommé « Vies d’artistes et histoire des œuvres dans les collections du Musée national d’art moderne au 20e siècle ». Dans ce cadre Agathe Weil a publié un mémoire intitulé « Esther Carp (1897-1970) : une vie d’artiste de Skierniewice à Paris » .

## Le critique d'Art Chil Aronson
Chil Aronson a rencontré Esther Carp de son vivant avant et après la seconde guerre mondiale, dans sa chambre-atelier. Dans son ouvrage Scènes et visages de Montparnasse il consacre quatre pages à la notice de cette artiste dont il fait un éloge appuyé estimant avant guerre que :
"Parmi les nombreux artistes juifs de Montparnasse, elle était la première femme-peintre qui promettait d’occuper une place respectable dans le groupe de nos plasticiens parisiens."
Il est retourné la voir après la guerre et a pu visiter sa chambre atelier installée à l'époque rue Guénégaud. Son texte fait preuve d'un véritable enthousiasme à son égard estimant qu'elle "comptait parmi les femmes-peintres les plus douées de l’École de Paris". 
"Juste après la Libération, je lui rendis visite à son atelier de la rue Guénégaud. Ses tableaux lumineux contrastaient fortement avec ce lieu austère. Sa peinture était méconnaissable. Elle me montrait à présent des intérieurs avec des femmes attablées, ou dans leur cabinet de toilette, des enfants au jardin du Luxembourg, au manège ou à l’équitation. Partout il y avait de l’envergure, la composition était réussie, gracieuse, élégante, et la magie de ses couleurs, avec leur luminosité et leur contraste, acheva de me ravir."
Lors de cette visite Il devait ajouter : " Elle me montra ses derniers travaux et, pour moi, il n’y avait pas l’ombre d’un doute que si elle exposait ses œuvres, elle aurait un franc succès. J’oserais dire qu’Esther Carp n’a pas la place qui lui revient, eu égard à son talent."
Chil Aronson qui ne tarit pas d'éloge à l'égard de l'artiste précisait "On peut affirmer que le talent de coloriste d’Esther Carp s’est développé et enrichi au contact de la peinture française, un peu comme les plantes fleurissent sous l’effet des chauds rayons du soleil. Elle me montra également plusieurs toiles, qu’elle présenta sous l’appellation « mes tableaux surréalistes ». L’essentiel pour moi était d’y trouver le charme et l’intensité de la couleur."
Il rappelle également que son ami le marchand d'art et critique d'art subtil Léonce Ronsenberg aimait également son travail. Il en parle comme d'une œuvre indépendante et originale reconnaissant un écho lointain au peintre Van Gogh.

## Œuvres dans les musées
- Musée d'art et d'histoire du Judaïsme, Paris, huile sur carton "L'atelier" [25], livre "Himlen in Opgrunt" par Chaîm Krol illustré par Esther Carp[13], gravure "Le jardin"[26], "Atelier"[27]
- Centre national des arts plastiques, Paris, huile sur toile "Intérieur" 1937, achat en 1947[28]
- Musée historique de Skierniewic
- Musée d'art de Tel Aviv

## Conférences à la Bibliothèque Polonaise de Paris
- Le 27 mai 2021, la Société Historique et Littéraire Polonaise de Paris / Bibliothèque Polonaise de Paris (SHLP/BPP), a organisé en France la première conférence sur l'artiste intitulée "Estera Karp / Esther Carp (1897-1970). Une redécouverte de la femme-artiste du 20ème siècle".
Sont intervenus à cette occasion : 
- Introduction par Anna Czarnocka, responsable des collections artistiques de la SHLP/BPP
- Fabien Bouglé, collectionneur de l'artiste et président de la Société des amis d'Esther Carp
- Pascale Samuel, conservatrice du patrimoine, chargée de la collection moderne et contemporaine MAHJ (Musée d'Art et d'Histoire du Judaïsme)
- Agnieszka Wiatrzyk, responsable adjointe aux collections artistiques de la SHLP/BPP

## Accrochage au Musée d'Art et d'Histoire du Judaïsme (MHAJ)
Le 30 juin 2022 est organisé dans les salles de l'exposition du musée une conférence de Fabien Bouglé, collectionneur de l'artiste.

### Liens
- Ressource relative aux beaux-arts :   - Delarge
- Notices d'autorité :   - VIAF
  - IdRef
  - Israël